# Альняш (Чайковский городской округ)
Альняш — село в Пермском крае России. Входит в Чайковский городской округ.

## География
Село расположено на реке Альняш (приток реки Большая Уса), примерно в 49 км к востоку от города Чайковского.

## История
Населённый пункт известен с 1782—1783 годов как починок Лаврентьев. В 1811 году — починок Альняшинской (название дано по речке). Еще одно название — Верхний Альняш. Селом стал в 1847 году, когда здесь была построена Покровская деревянная церковь. В 1929 году был основан колхоз «Молодой уралец» (позднее «14-й Октябрь»), который был 27 декабря  1950 года укрупнён (слились пять сельхозартелей) и получил имя «Большевик». С 1943 по 1951 годы в селе существовал детский дом.
До 1920-х годов Альняш являлся центром Альняшинской волости Осинского уезда Пермской губернии, до декабря 2004 года — центром Альняшинского сельского совета, с декабря 2004 до весны 2018 гг. — административным центром Альняшинского сельского поселения Чайковского муниципального района.

## Население
| 2010 |
| ---- |
| 805  |

## Улицы и переулки
В селе имеются следующие улицы и переулки:
- Зелёная ул.
- Ленина ул.
- Молодёжный пер.
- Молчанова ул.
- Школьный пер.
- Юбилейный пер.

## Топографические карты
- Лист карты O-40-110 Сосново. Масштаб: 1 : 100 000. Состояние местности на 1982 год. Издание 1983 г.